# Triton Submarines

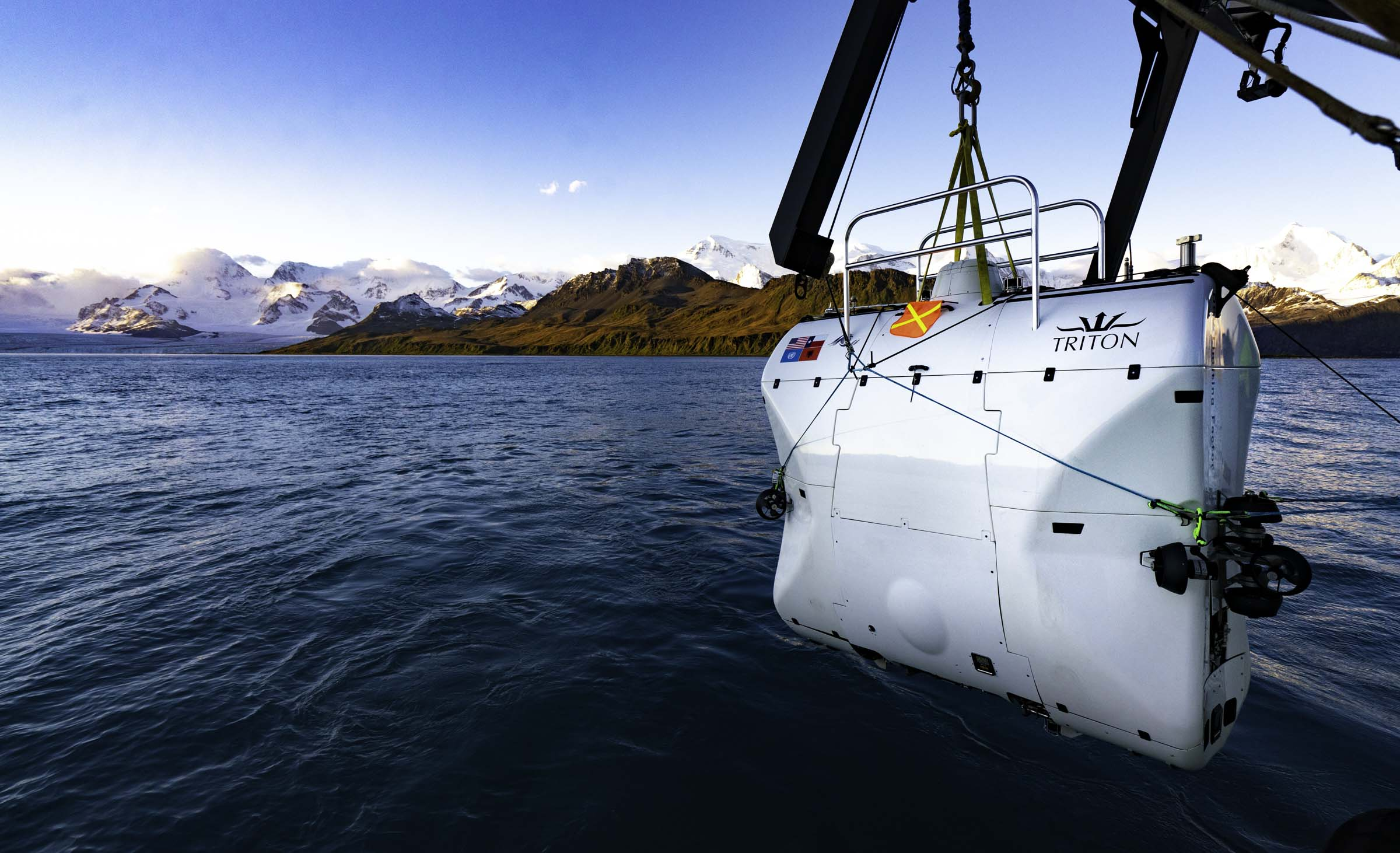
Tauchboot Limiting Factor

Triton Submarines ist ein US-amerikanischer Hersteller von Tauchbooten, der 2007 gegründet wurde.
Das Unternehmen hat seinen Sitz und seine Produktionsstätte in Sebastian im US-Bundesstaat Florida. Eine Niederlassung befindet sich in Barcelona.

## Produkte
Hergestellt werden verschiedene Typen von U-Booten für private Eigner, Firmen und Institutionen. 
Der Antrieb der angebotenen Tauchboote erfolgt batterieelektrisch mit Strahlrudern. Die angebotenen Grundmodelle können nach den individuellen Vorstellungen des Tauchbootbetreibers angepasst werden.
Die Modelle werden in folgenden Kategorien angeboten:
- Touristische Tauchboote mit Tauchtiefen von bis zu 1.000 m und mit bis zu 9 Insassen werden insbesondere zur Ausstattung von Kreuzfahrtschiffen und Megayachten angeboten. Bei allen Modellen ermöglicht eine Panoramakugel aus Plexiglas einen Panoramablick in das Tauchgewässer.
- Profi-Tauchboote werden für den Einsatz bei Filmaufnahmen, für wissenschaftliche Zwecke, Archäologie und für Unterwasser-Reparaturarbeiten angeboten. Von den entsprechenden Tauchboot-Modellen werden Tauchtiefen von bis zu 4.000 m bei einer Besatzung von bis zu 3 Personen erreicht. Die Tauchdauer kann dabei bis zu 12 Stunden betragen.
- Die angebotenen Tief-Tauchboote erreichen eine Tauchtiefe von bis zu 11.000 m und dienen zur Erkundung der Tiefsee. Im Jahr 2019 erreichte eine Triton 36.000/2 mit dem Namen Limiting Factor eine Tauchtiefe von 10.925 m im Challengertief.
- Für Kreuzfahrtbetreiber und Chartergesellschaften bietet Triton Ausflugs-Tauchboote für bis zu 66 Personen an.

Darüber hinaus stellt Triton einen weltweiten Support für seine Fahrzeuge und Wartungsunterstützung zur Verfügung. Dazu gehört auch die Unterstützung von Expeditionen.
Die Kaufpreise für die Tauchboote liegen zwischen 2,5 und 40 Mio. USD.